# CSG Standard
CSG Standard este un standard al pieței voluntare a certificatelor de carbon, care descrie principiile, procesele și regulile pentru emiterea de credite de carbon CSG Standard. CSG Standard a fost conceput pentru a finanța proiecte de proporții mici pentru protecția climei, oferind oportunitatea participanților de pe piața voluntară a certificatelor de carbon de a sprijini inițiative locale prin cumpărarea creditelor de carbon.

#### Standardele pieței voluntare a certificatelor de carbon
Standardele pieței voluntare a certificatelor de carbon, numite și scheme de compensare a amprentei de carbon, definesc regulile pentru verificarea, măsurarea, urmărirea și monitorizarea unităților de emisii de gaze cu efect de seră (numite și credite de carbon) generate de proiectele de protecție a climei. Există diverse astfel de standarde. Proiectele derulate sub standardele pieței voluntare a certificatelor de carbon (ex. Verified Carbon Standard, Gold Standard, Social Carbon, VER+, The  Voluntary Offset Standard) folosite în prezent în toată lumea, trebuie să întrunească trei criterii de adiționalitate:
• Adiționalitate legală: un proiect nu poate respecta acest criteriu dacă este realizat doar pentru a satisfice nevoile legale. Totuși, trebuie să se conformeze cu legislația și toate standardele relevante;
• Adiționalitate de mediu: un proiect nu trebuie să cauzeze un impact negativ la scară largă asupra mediului;
• Adiționalitate financiară: un proiect poate fi implementat doar dacă nu a fost realizat cu profitul obținut din vânzarea creditelor de carbon.(http://www.wwf.org.uk/filelibrary/pdf/carbon_offset_long.pdf Arhivat în 6 iulie 2015, la Wayback Machine. )

#### Principii de bază
•	Sustenabilitate: un proiect trebuie să contribuie la dezvoltarea sustenabilă. Deținătorii proiectului trebuie să demonstreze că proiectul lor are un impact socio-economic pozitiv și că îmbunătățește viața localnicilor.
•	Plenitudine: un proiect trebuie să țină cont de toate schimbările relevante în ceea ce privește emisiile de gaze cu efect de seră, precum și stocarea carbonului. Proiectul trebuie să fie în conformitate cu reglementările în vigoare, atât interne, cât și internaționale. Dezvoltatorii proiectului trebuie să declare că proiectul lor este pe deplin conform reglementărilor. De asemenea, proiectul trebuie să respecte toate cerințele acestui standard.
•	Credibilitate: atât reducerea emisiilor de gaze cu efect de seră, cât și stocarea carbonului, trebuie măsurate și verificate de către o terță parte independentă pe parcursul întregii perioade de creditare. 
•	Transparență: îndeplinirea scopurilor proiectului, precum și progresul realizat, trebuie monitorizate continuu, adică înregistrate în rapoarte periodice și verificate de către o terță parte independentă pe parcursul întregii perioade de creditare
•	Comunicare: dezvoltatorii proiectului trebuie să asculte toate părțile direct interesate și să țină cont de opiniile lor pe parcursul implementării proiectului. Dezvoltatorii proiectului trebuie să ofere informații legate de proiect părților direct interesate și să se asigure că pot oferi un feedback continuu.
•	Sprijin local: CSG Standard este conceput pentru a sprijini proiecte locale care generează credite de carbon pentru localnici și companii. Acest lucru trebuie luat în vedere ca principiu fundamental în evaluarea fiecărui proiect.

#### Procesul de verificare
În funcție de tipul fiecărui proiect de protecție a climei, PDD-ul (Project Design Document) se redactează fie bazându-se pe metodologia existentă, fie după dezvoltarea unei noi metodologii, care trebuie trimisă apoi la TAP (Technical Advisory Panel) pentru aprobare, consiliu alcătuit din experți externi. PDD-ul conține o descriere detaliată a planului tehnic și de business al unui proiect, metodologia folosită, procedurile de monitorizare și impactul așteptat al proiectului asupra mediului. După verificarea proiectului de către o terță parte, se emit creditele de carbon prin carbonregistry.com, un sistem de înregistrare online pentru administrarea tranzacțiilor creditelor de carbon. Creditele de carbon vândute prin sistem vor fi folosite de cumpărători pentru a-și compensa emisiile. În același timp, creditele sunt retrase,adică scoase de pe piață.